# Lowry Crossing
Lowry Crossing è un centro abitato degli Stati Uniti d'America, situato nella contea di Collin dello Stato del Texas.

## Geografia fisica
Lowry Crossing è situata a 33°10′01″N 96°32′55″W.
Secondo lo United States Census Bureau, ha un'area totale di 2,8 miglia quadrate (7,3 km²).

## Società

### Evoluzione demografica
Secondo il censimento del 2000, c'erano 1.229 persone, 441 nuclei familiari e 362 famiglie residenti nella città. La densità di popolazione era di 440,8 persone per miglio quadrato (170,1/km²). C'erano 456 unità abitative a una densità media di 163,5 per miglio quadrato (63,1/km²). La composizione etnica della città era formata dal 93,98% di bianchi, lo 0,65% di afroamericani, lo 0,41% di nativi americani, lo 0,73% di asiatici, il 3,66% di altre razze, e lo 0,57% di due o più etnie. Ispanici o latinos di qualunque razza erano il 6,43% della popolazione.
C'erano 441 nuclei familiari di cui il 43,1% aveva figli di età inferiore ai 18 anni, il 71,4% erano coppie sposate conviventi, il 7,0% aveva un capofamiglia femmina senza marito, e il 17,7% erano non-famiglie. Il 14,3% di tutti i nuclei familiari erano individuali e il 2,3% aveva componenti con un'età di 65 anni o più che vivevano da soli. Il numero di componenti medio di un nucleo familiare era di 2,79 e quello di una famiglia era di 3,08.
La popolazione era composta dal 28,4% di persone sotto i 18 anni, il 5,9% di persone dai 18 ai 24 anni, il 36,1% di persone dai 25 ai 44 anni, il 24,2% di persone dai 45 ai 64 anni, e il 5,5% di persone di 65 anni o più. L'età media era di 35 anni. Per ogni 100 femmine c'erano 105,2 maschi. Per ogni 100 femmine dai 18 anni in giù, c'erano 105,6 maschi.
Il reddito medio di un nucleo familiare era di 67.222 dollari, e quello di una famiglia era di 73.393 dollari. I maschi avevano un reddito medio di 50.066 dollari contro i 31.563 dollari delle femmine. Il reddito pro capite era di 26.574 dollari. Circa l'1,2% delle famiglie e il 3,0% della popolazione erano sotto la soglia di povertà, incluso il 2,9% di persone sotto i 18 anni e il 2,2% di persone di 65 anni o più.